# Debbie Meyer
Deborah Elizabeth Meyer, conosciuta come Debbie (Annapolis, 14 agosto 1952) è un'ex nuotatrice statunitense.

## Carriera
Vinse le gare dei 200 m, 400 m e 800 m stile libero nel 1968 alle Olimpiadi di Città del Messico, a sedici anni di età, divenendo la prima donna a vincere tre medaglie d'oro individuali nel nuoto ai Giochi olimpici. I tempi con cui vinse furono: 2'10"5 nei 200 m, 4'31"8 nei 400 m e 9'24"0 negli 800 m, tutti e tre record olimpici. Nonostante fosse sofferente di asma, in carriera infranse venti record del mondo, 24 record nazionali statunitensi e vinse 19 titoli ai campionati dell'Amateur Athletic Union.
Nel 1969 venne nominata Atleta dell'anno della Associated Press. Nel 1972 si ritirò dalle competizioni. Dirige una scuola di nuoto: la "Debbie Meyer Swim School".
Nel 1977 è stata inserita nella International Swimming Hall of Fame, la Hall of Fame internazionale degli sport acquatici. Il 5 luglio 2004 è entrata nella National High School Hall of Fame degli USA.
In ricordo dei suoi successi olimpici, Debbie utilizza una targa automobilistica personalizzata: "3GOLD68".

## Palmarès
- Olimpiadi

Città del Messico 1968: oro nei 200 m, 400 m e 800 m sl.
- Giochi panamericani

1967 - Winnipeg: oro nei 400 m sl e 800 m sl.

## Riconoscimenti
- World Swimmer of the Year: 1967, 1968, 1969